# The Johnstons
The Johnstons fue una banda de folk irlandesa, fundada en Slane, en el condado de Meath, Irlanda, compuesta por Adrienne, Lucy y Michael Johnston, comenzaron a actuar en los años 60 en Slane.
The Johnstons firmaron con Pye Records en 1965 y grabaron con Ewan MacColl "The Traveling People", que resultó ser un gran éxito para ellos. Más tarde se unió a la banda Mick Moloney junto con Paul Brady, convirtiéndose así en un gran referente para la música irlandesa, aunque Michael Johnston se había desvinculado de la banda. Siguieron grabando grandes éxitos en Irlanda, hasta firmar con Transatlantic Records en Londres, con quienes lanzaron un álbum llamado "The Johnstons" en 1968. Éste fue seguido por el lanzamiento de dos álbumes en el mismo día, uno más tradicional, "The Barleycorn", y uno más contemporáneo, "Give a Damn".
Con la pérdida de Lucy Johnston, el resto de la banda se trasladó a Londres, se fue de gira y apareció en la televisión y la radio británicas. También se fue de gira por Alemania, Holanda y Escandinavia. Después alcanzaron un cierto éxito en los Estados Unidos con una versión del álbum "Both Sides Now" de Joni Mitchell. En los Estados Unidos, actuaron en el festival de Filadelfia de folk en 1971,  y actuaron en el Gerde's Folk City, y con Bonnie Rait en el Tuft's College, en Boston; fue la primera banda en abrir un concierto en el Bottom Line nightclub en Nueva York.
Moloney se desvinculó en 1971, y fue reemplazado por el instrumentista de bajo y cantante Gavin Spencer, que se fue con ellos en su segunda gira al este de los Estados Unidos en 1972. Grabaron unos cuantos álbumes más con un éxito limitado, lo que llevó a su separación en 1973. The Johnstons se volvieron a reunir para dar un concierto en 1976, y después nunca volvieron a actuar. Adrienne Johnston murió a los 35 años bajo misteriosas circunstancias el 27 de mayo de 1981 en Estados Unidos.

## Muerte de Adrienne Johnston
Adrienne Johnton, la cantante principal de los Johnstons, murió en 1981 en Mineapolis al romperse el cuello después de una caída. Está enterrada en un cementerio de Slane. Su lápida dice que murió el 27 de mayo de 1981 a la edad de 35 años. La causa oficial fue accidental, pero muchos creen que fue asesinada. Un artículo independiente irlandés del 16 de diciembre de 1989 afirmó que había sido víctima de violencia de género. El médico que la examinó expresó preocupación por el caso a un miembro de su familia. El artículo describía al marido de Adrienne, Chris McCloud, como un hombre controlador. Durante varios años en la vida de Adrienne, sus amigos y familia habían sido incapaces de ponerse en contacto con ella para comunicarle la muerte de su padre y otros asuntos.